# Acalypta marginata
Acalypta marginata је врста инсекта из рода Acalypta.

## Опис
Јединке врсте Acalypta marginata су најчешће брахиптерне (краткокриле), ретко макроптерне (дугокриле). Површина тела је пунктуирана, а боја тела се креће од браон-светложуте до сивобраон боје. Антене су црне, углавном униформно обојене целом дужином. На главеном региону се примећују изузетно велике и истакнуте очи.
Просечна дужина тела дугокрилих адултних јединки износи око 2,8 милиметра, а краткокрилих од 1,8 до 2,2 милиметра. Дужина тела у стадијуму нимфе износи од 1,2 до 1,8 милиметара.. Јединке постају активне средином пролећа, могу се срести већ крајем априла, а период репродукције траје током читавог лета. Адулти и нимфе се хране биљкама, често су то врсте из родова Thymus, Artemisia, Calluna, Hieracium, итд.

## Станиште
Врста се прилагодила различитим типовима станишта, али оно што се може истаћи јесте да преферира сува станишта. На подручју Европе је углавном везана за сува заслањена земљишта (слатине).

## Распрострањење
Врста је широко распрострањена на подручју средње и северне Европе. Насељава: Аустрију, Белорусију, Белгију, Босну и Херцеговину, Бугарску, Хрватску, Чешку Републику, европски део Турске, Естонију, Финску, континентални део Француске, Шпаније и Италије, Немачку, Мађарску, Пољску, европски део Русије, Румунију, Словачку, Словенију, Србију, Шведску, Швајцарску, итд.

## Синоними
- Wolff, 1804